# 창닝구

창닝 구의 위치

창닝구(한국어: 장녕구, 중국어 간체자: 长宁区, 정체자: 長寧区)는 중화인민공화국 상하이시에 위치하는 시할구이다. 넓이는 38km2이고, 인구는 2007년 기준으로 610,000명이다.

## 지리
창닝 구는 상하이 시 중심에서 서쪽에 위치하며, 동쪽은 징안 구, 서쪽은 민항 구, 동남쪽은 쑤후이 구, 북쪽은 우모 강(呉末江)(쑤저우허)를 건너 푸퉈구와 접하고 있다.
서쪽에는 훙차오 국제공항이 있기 때문에, 구내 서부의 홍챠오 경제개발구는 국제무역센터, 세계무역센터, 만도센터 등이 있는 비즈니스 거리이다. 외래 인구는 외국인의 비율이 매우 높다.
연평균 기온은 16.5℃이고 연평균 강수량은 1304mm이다.

## 행정구역
하부에 9개 가도, 1개 진을 관할하며, 그 하부에 211거 위회와 8촌 위회가 존재한다.
- 가도
  - 华阳路街道、江苏路街道、新华路街道、周家桥街道、天山路街道、仙霞新村街道、虹桥街道、程家桥街道、北新泾街道
- 진
  - 신징 진(新涇鎭)